# Luigi Micheletti Award
De Luigi Micheletti Award is een prijs voor musea met een focus op hedendaagse geschiedenis, wetenschap en het industriële en sociale erfgoed van Europa. De prijs werd in 1995 ingesteld door de Micheletti Foundation en het Europees Museum Forum onder auspiciën van de Raad van Europa.
De Micheletti Foundation werd in 1981 opgericht door Luigi Micheletti (1927-1994) in Italië. Hij was een van de belangrijkste beschermheren van het museum van industriële werken, museum "Musil" (Museo dell'Industria e del Lavoro) in Brescia. De stichting werd al snel een belangrijke archief op het gebied van hedendaagse geschiedenis en een van de eerste Italiaanse instellingen die actief zijn op het gebied van behoud van industrieel erfgoed. Heden ten dage is de Micheletti Foundation een onderzoekscentrum dat gespecialiseerd is in de industriële geschiedenis van de 20e en 21e eeuw. De prijs wordt toegekend door de European Museum Academy.
De eerste prijswinnaar, in 1996, was de DASA - Deutsche Arbeitsschutzausstellung in Dortmund.

## Nederlandse winnaars
- 2000 -  Het Industrion Museum (thans: Discovery Center Continium) in Kerkrade[3][4]
- 2015 - Het Nationaal Archief in Den Haag.[5]